# Intimity
Intimity je český film režiséra Iva Macharáčka z roku 2014. Hrají v něm Zlata Adamovská, Petr Štěpánek, Ondřej Vetchý, Tomáš Klus, Jitka Ježková, Martin Stránský, Kristýna Leichtová, Jaroslav Plesl, Petra Hřebíčková.

## Výroba
Film se natáčel hlavně ve Zlíně a v okolí (např. ve Slušovicích) od 11. října 2013. Malou roli ztvárnil také primátor Zlína Miroslav Adámek.

## Ocenění
Film byl v rámci cen Český lev 2014 nominován na cenu za nejlepší plakát.